# Zvishavane
Zvishavane este un oraș din Zimbabwe. Este un important centru pentru exploatarea azbestului.